# Desmascula
Desmascula is een geslacht van sponsdieren uit de klasse van de Demospongiae (gewone sponzen). 

## Soort
- Desmascula desdemona de Laubenfels, 1950